# Leonardo Pérez Larios
Leonardo Pérez Larios (Lagos de Moreno, Jalisco, 28 de noviembre de 1889 † 25 de abril de 1927, León, México) fue un laico beatificado por Benedicto XVI, en la ciudad de Guadalajara. Murió martirizado en compañía de los padres claretianos Andrés Solá y Molist y José Trinidad Rangel.

## Datos biográficos
Leonardo Pérez Larios nació en Lagos de Moreno, Jalisco el 28 de noviembre de 1889. Se crio con sus padres y familia en el rancho El Saucillo perteneciente a Encarnación de Díaz, Jalisco. Quiso ser religioso, pero renunció para sostener a sus hermanos.
Durante los días de la persecución en la Guerra Cristera, tuvo amistad con el Padre José Trinidad Rangel. Durante los cuatro meses anteriores a su detención lo visitaba diariamente, asistiendo a los actos de culto celebrados a escondidas. En una de estas visitas fue detenido junto con el padre Solá.

## Muerte y beatificación
Fue detenido el día domingo 24 de abril de 1927 junto con el padre Andrés Solá. Fue martirizado en compañía del padre Solá y del padre José Trinidad Rangel el 25 de abril de 1927. Su beatificación se realizó con Eucaristía solemne en la ciudad de Guadalajara el 20 de noviembre del 2005 con la presencia del cardenal José Saraiva Martins.